# 章拯
章拯（1479年—1548年），字以道，號樸庵，浙江承宣布政使司金華府蘭谿縣人，明朝政治人物，官至工部尚書。

## 生平
枫山先生章懋从子，弘治十四年浙江乡试第八十四名举人，十五年（1502年）联登壬戌科會試第二百九十四名，三甲124名進士，授刑部主事，改刑部主事。正德年間，因得罪劉瑾下詔獄，謫梧州府通判。劉瑾被誅后，升任南京吏部主事，升兵部署郎中，七年（1512年）九月升廣東按察司副使、提調學校，十二年八月升廣東布政司右參政，十六年二月錄廣東新會、新寧二縣平賊功，升俸一级，历官廣西左布政使。
嘉靖二年（1523年）十二月升任都察院右副都御史、提督撫治鄖陽等處，三年改任巡視河道都御史，五年十二月加升工部右侍郎兼都察院右僉都御史，依旧总理河道，又奉命營建明顯陵，六年十一月乞休，詔還京別用。嘉靖八年三月升南京工部尚書，八月改任工部尚書，反對治理海運，九年十一月因連坐郊壇祭器缺供，落職歸。不久復官致仕，嘉靖二十七年正月卒，謚曰恭惠。

## 家族
曾祖章邦和。祖父章申甫，封南京大理寺左评事。父章憼。母方氏。严侍下。兄章扩、章捷、章拱、章擯、章擇。